# Lijst van burgemeesters van Denekamp
Dit is een lijst van burgemeesters van de voormalige Nederlandse gemeente Denekamp die in 1818 ontstond door splitsing van de gemeente Ootmarsum en per 1 januari 2001 met de gemeenten Ootmarsum en Weerselo is opgegaan in de nieuwe gemeente Dinkelland.
| Ambtsperiode | Naam burgemeester                                                          | Partij of stroming | Bijzonderheden                                     |
| ------------ | -------------------------------------------------------------------------- | ------------------ | -------------------------------------------------- |
| 1818 - 1830  | H. Pennink Hz.                                                             |                    | tot 1825 "schout"                                  |
| 1830 - 1839  | Johannes Theunis Roessingh Udink                                           |                    | werd gedeputeerde van de provincie Overijssel      |
| 1839 - 1877  | Hendrik Warnaars Az. (1815-1878)                                           |                    |                                                    |
| 1878 - 1923  | Gerrit Willem Hoogklimmer                                                  |                    |                                                    |
| 1923 - 1934  | Jan Meinderts Wynia                                                        |                    |                                                    |
| 1934 - 1942  | Joseph Louis Charles van der Heijden                                       |                    |                                                    |
| 1942 - 1945  | Jan Adam Eekhof                                                            | NSB                | aanvankelijk waarnemend                            |
| 1944         | H. Lohuis                                                                  | waarnemend         |                                                    |
| 1945         | W.J. van Wulfften Palthe                                                   | waarnemend         |                                                    |
| 1945 - 1951  | Joseph Louis Charles van der Heijden                                       |                    | werd burgemeester van de gemeente Rijswijk         |
| 1951 - 1971  | Alexander Johan Ernest Egon Canisius baron van der Heijden van Doornenburg |                    | was burgemeester van Heino                         |
| 1971 - 1988  | mr. Hans (J.G.) Norbart                                                    | KVP / CDA          | was burgemeester van Medemblik                     |
| 1988 - 2000  | mr. Frans (F.P.M.) Willeme                                                 | CDA                | bleef burgemeester van de fusiegemeente Dinkelland |